# Wandoe

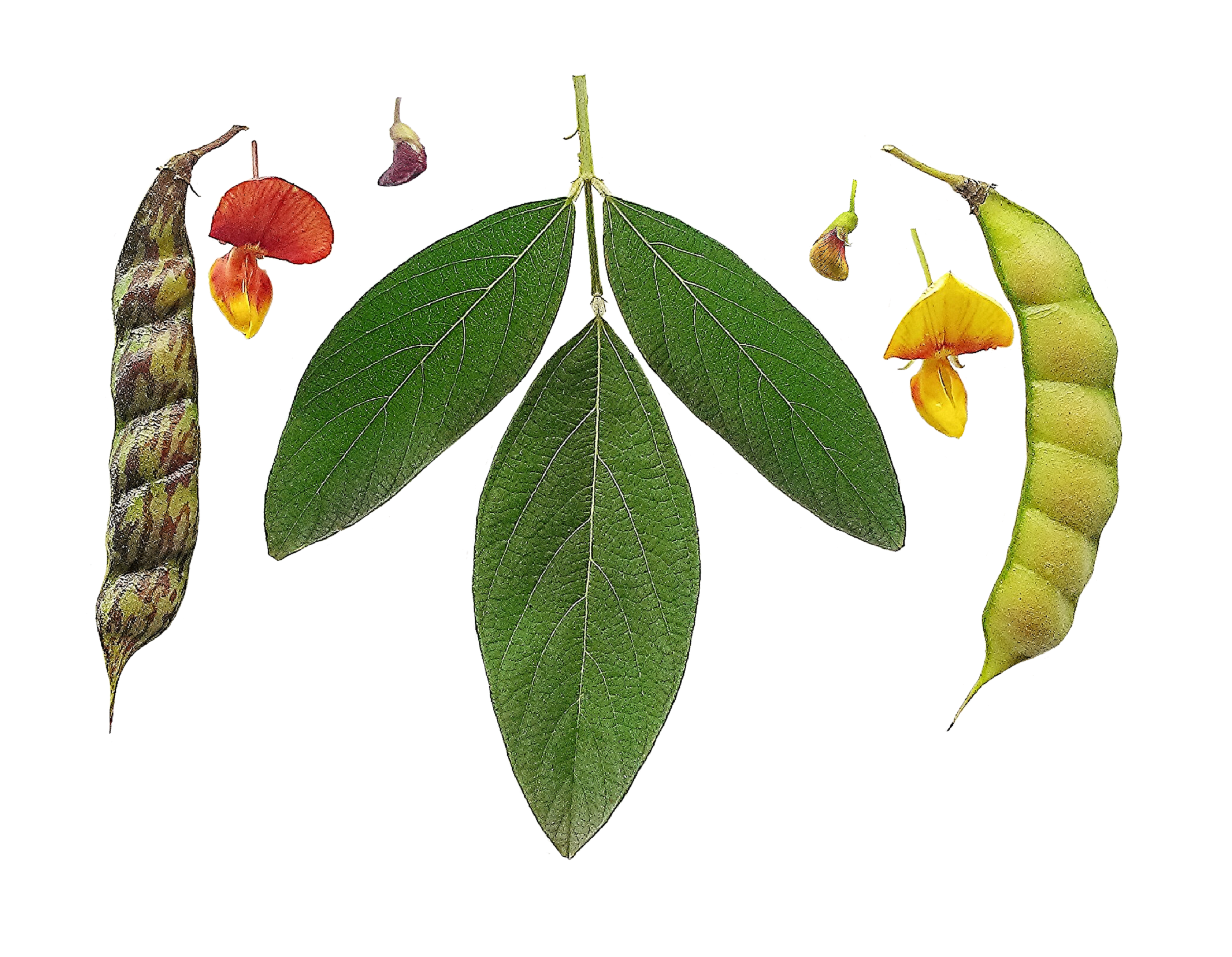
Blad en peulen

De wandoe (Cajanus cajan) is een tropische meerjarige groente uit de vlinderbloemenfamilie die uit India stamt en in de meeste tropische en subtropische landen verbouwd wordt.

## Naam
De botanische naam is afgeleid van het Maleise katjang. Op Java staat de erwt als katjang dara bekend. Wandoe en gele pesi zijn de gebruikelijke namen in Suriname, waar de erwten vooral in de hindoestaanse keuken gebruikt worden. Door directe vertaling van het Engelse pigeon pea komt in teksten ook vaak het begrip duivenboon voor.

## Geschiedenis
De wandoe behoort tot de oudste cultuurgewassen en werd waarschijnlijk circa 1500 v. Chr. gedomesticeerd vanuit de oervorm Cajanus cajanifolia, die in het wild in Oost-India voorkomt. Rond het begin van de jaartelling vond een uitbreiding richting Thailand plaats.
Een oudere theorie, die door de meeste experts verworpen wordt, veronderstelt de oorsprong in Afrika. Archeologische vondsten in Egypte, die op het voorkomen van de wandoe rond 2000 v.Chr. zouden wijzen, blijven omstreden. Op grond van de grote genetische diversiteit van de oorspronkelijke planten in West-Afrika wordt echter vermoed dat de plant daar waarschijnlijk al sinds duizenden jaren aangeplant wordt.
In de tijd van de kolonisatie is de plant in veel tropische gebieden, zoals in Zuid-Amerika, op de Caraïbische eilanden en in de Stille Zuidzee ingevoerd.

## Beschrijving en eigenschappen

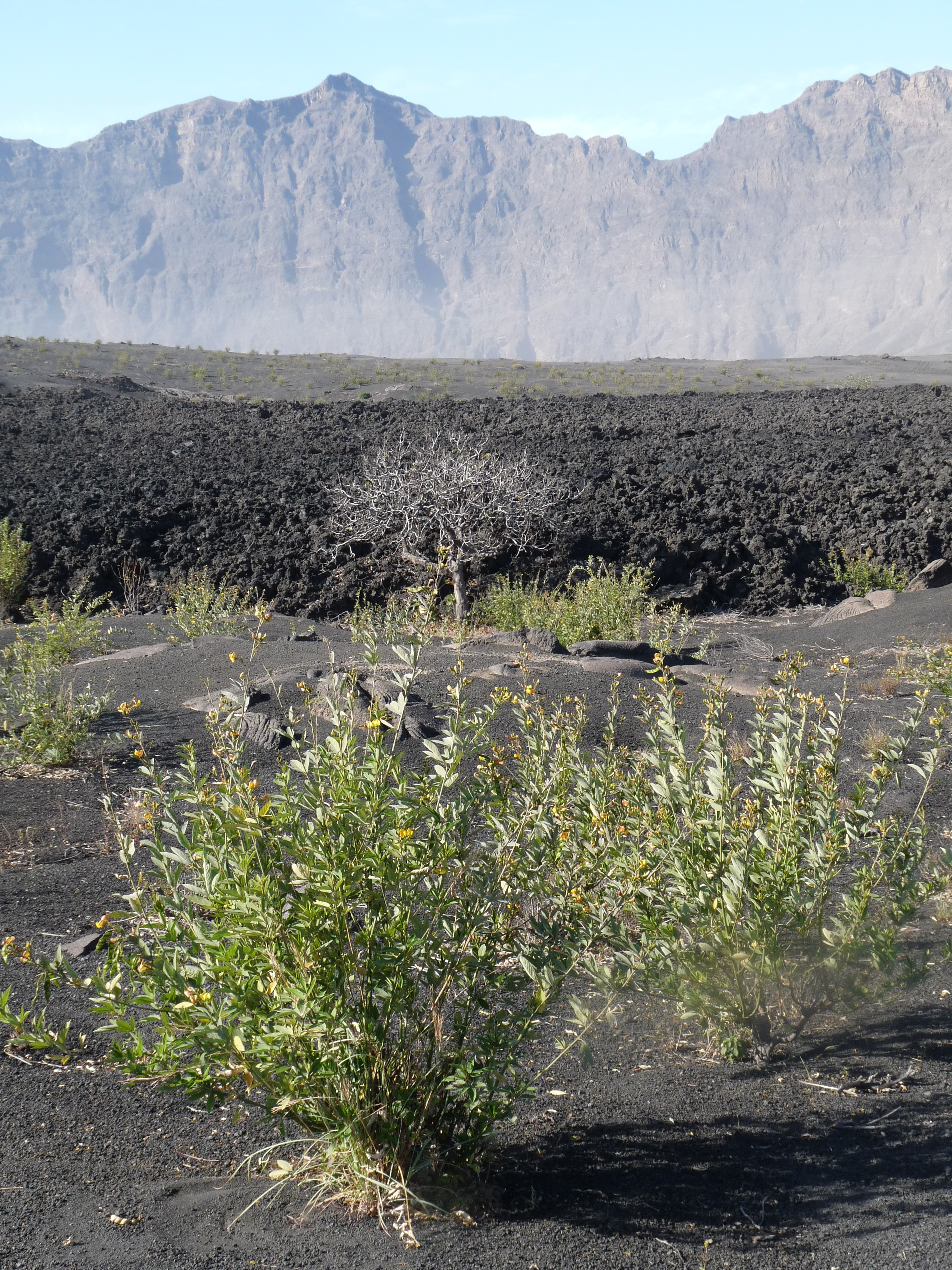
Wilde struik in droge omgeving

### Plant
De wandoe groeit rechtop als struik en wordt meestal 1,5 tot 3 m hoog. De schors is geribbeld met zijdeachtige beharing. De behaarde bladeren bestaan uit drie delen en zijn 2,5 tot 10 cm lang, 1,4 tot 3,5 cm breed in de vorm van een veer. De bloesem is geelbruin.

### Vrucht
De peulen hebben een strogele kleur, vaak met een  zwart-paarse verkleuring, en zijn 4,5 tot 10 cm lang. De licht eivormige bonen kunnen geelbruin, crèmekleurig, bruin of roodachtig zijn, met een grootte van 6 x 5 mm.

## Rol in de voedselvoorziening

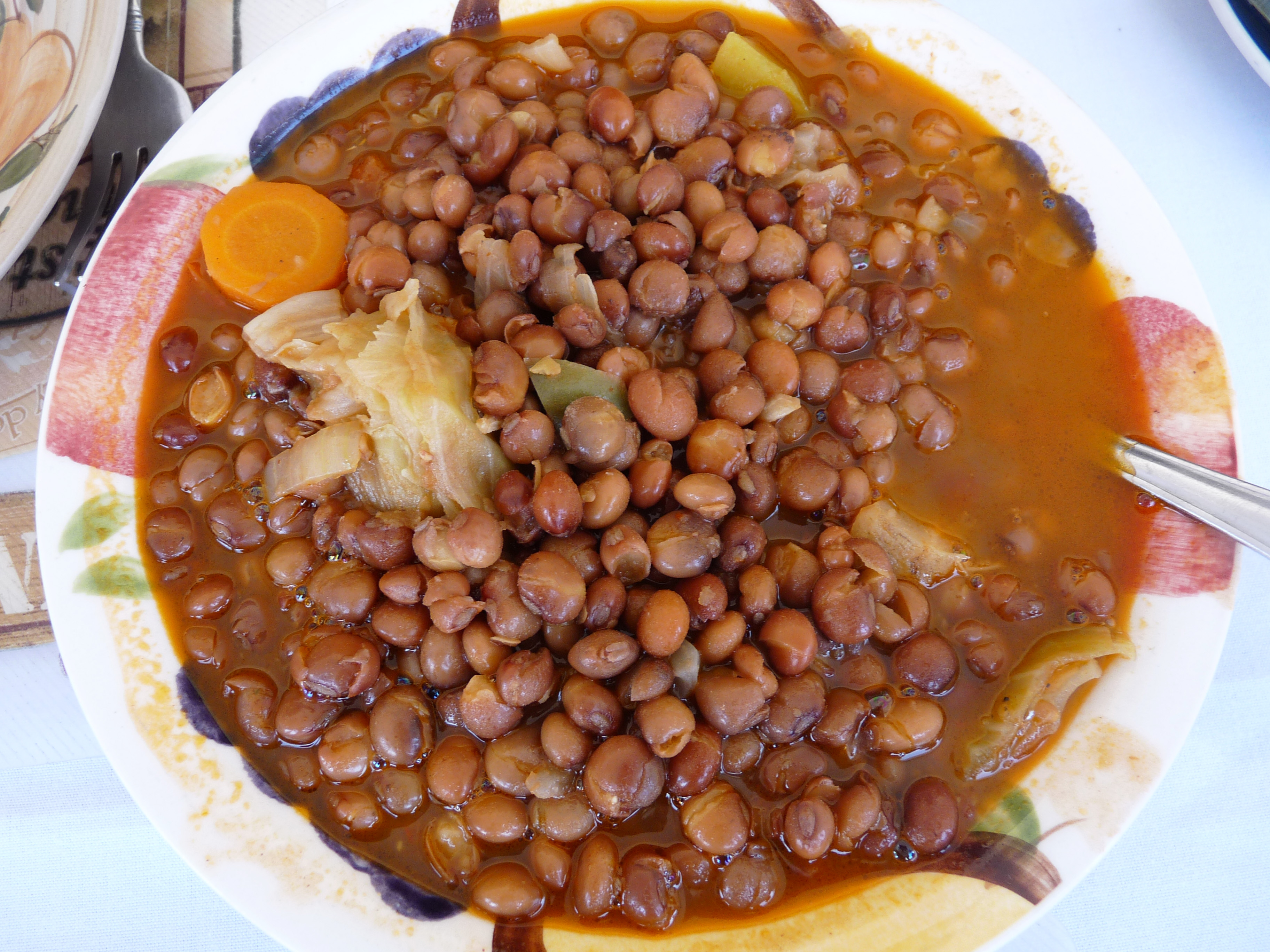
Gerecht met wandoeërwten

Wereldwijd worden meer dan 5 miljoen hectare akkerland met wandoe aangebouwd, met een jaarlijkse oogst van 4 miljoen ton. In veel ontwikkelingslanden wordt de aanbouw actief gestimuleerd vanwege de gunstige eigenschappen van wandoe.
Vooral door het aandeel aan eiwit (20-22% van het droge gewicht) speelt het gewas een belangrijke rol in de voeding van de arme bevolking op het platteland.

## Aanbouw

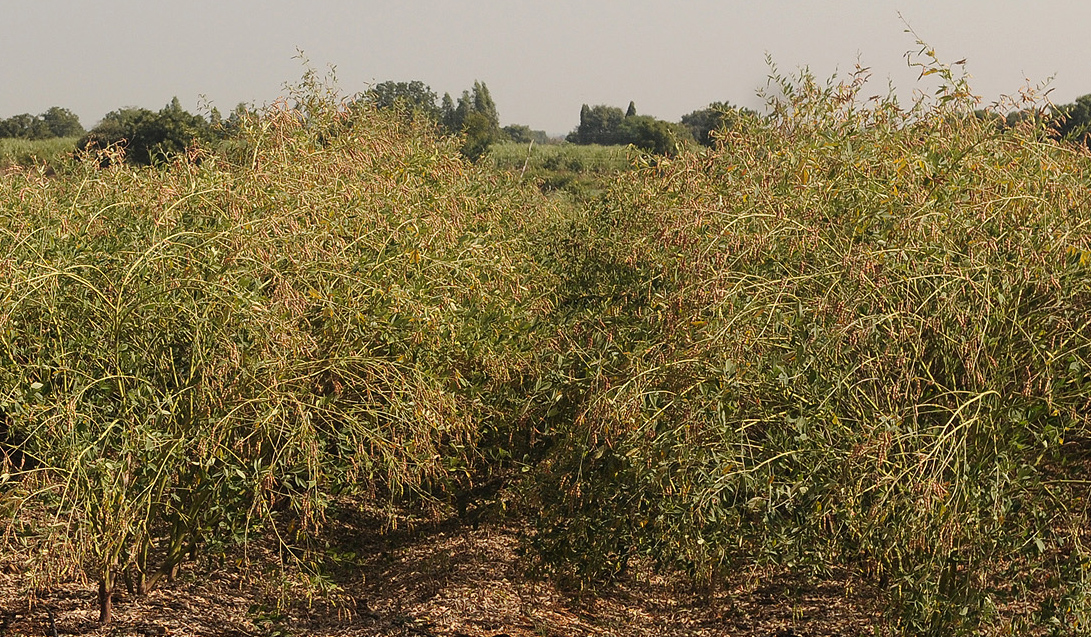
Akker met wandoestruiken

De plant heeft nood aan een minimale temperatuur, zodat zij enkel in (sub)tropische gebieden gedijt. Opvallend is de sterke tolerantie tegen droogte, door de diepte van het wortelgestel en de osmotische eigenschappen van de bladeren. De typische plantafstand is 50 x 100 cm. Aan de bodem stelt de wandoe geen bijzondere eisen, in zoverre deze niet zilt is.